# Team Seas
Team Seas,[tiːm siːz] šířený pod hashtagem #TeamSeas, je společný fundraiser projekt vytvořený YouTubery MrBeast a Mark Rober s cílem do konce roku 2021 odstranit 30 milionů liber (13,6 milionu kg) odpadu z oceánu. Přímo tak navazují na úspěch své předchozí iniciativy #TeamTrees. Polovina darů jde k organizaci Ocean Conservancy a druhá polovina jde k The Ocean Cleanup a OSN, které cíl vyčistit moře a řeky vytyčily.

## Pozadí
Po úspěchu projektu Team Trees chtěli Mark Rober a MrBeast spustit podobný projekt, tentokrát zaměřený na odpad v oceánech a na plážích. MrBeast 13. února 2020 na Twitteru oznámil, že na oslavu 30 milionů odběratelů spustí podobný projekt, v rámci kterého odstraní z oceánu 30 milionů liber odpadků.

## Odezva
Dne 29. října 2021 MrBeast a Mark Rober zveřejnili video z cesty do Dominikánské republiky, kde pomáhali s čištěním několika pláží; jedna z nich se nacházela na nechvalně proslulé Bajos de Haina. Také zde pomáhali chudým komunitám zbavovat se odpadků ekologicky, aniž by je házeli do řek, které vedou do oceánu. Do hnutí se zapojilo také mnoho youtuberů a tvůrců obsahu na internetu.